# Леслі Калаї
Леслі Калаї (нар. 6 грудня 1984, Папуа Нова Гвінея) — папуаський футболіст, воротар клубу «Хекарі Юнайтед».

## Клубна кар'єра
Калаї розпочав свою кар'єру в «Хекарі Юнайтед». В складі цього клубу Леслі дебютував у вищому дивізіоні чемпіонату Папуа Нової Гвінеї. У складі Хекарі він неодноразово вигравав різноманітні титули та трофеї. В 2010 році у складі клубу він виграв клубний чемпіонат Океанії.

## Кар'єра в збірній
Калаї був викликаний до табору збірної Папуа Нової Гвінеї для підготовки до матчів Кубку націй ОФК, де його збірна зайняла останнє місце в своїй групі та програла усі 3 матчі. Протягом своєї кар'єри Леслі взяв участь у 3 кваліфікаційних матчах до футбольних Чемпіонатів світу, у складі національної збірної зіграв в нічию 1:1 проти Фіджі, програв з рахунком 1:2 Новій Зеландії та програв з рахунком 0:1 Соломоновим Островам.

## Титули і досягнення
- Срібний призер Кубка націй ОФК: 2016